# Ahna Capri
Anna Marie Nanasi (6 de julio de 1944-19 de agosto de 2010), más conocida por su nombre artístico Ahna Capri, fue una actriz estadounidense de cine y televisión. Es famosa por haber actuado en la película de artes marciales Operación Dragón, junto a Bruce Lee, John Saxon y Jim Kelly.

## Biografía
Capri nació en Budapest, Hungría. Inició su carrera como actriz infantil en las series de televisión Father Knows Best y The Danny Thomas Show. Su debut en el cine fue a los 13 años de edad, en el western Outlaw's Son (1957). Posteriormente actuó en numerosas series de televisión, incluyendo Room for One More, The Many Loves of Dobie Gillis, Adam-12, Branded, El agente de CIPOL y The Wild Wild West. También trabajó en el capítulo 2x18 Counter-Attack de la serie Los invasores, año 1968. Actuó además en películas como The Brotherhood of Satan (1971), Payday (1973) y Operación Dragón (1973). Su último trabajo como actriz fue el año 1979.
El 9 de agosto de 2010, Capri sufrió un accidente automovilístico, en el que su vehículo fue impactado por un camión. Estuvo en coma durante diez días, y falleció el 19 de agosto a los 66 años de edad.